# Gustav Nachtigal

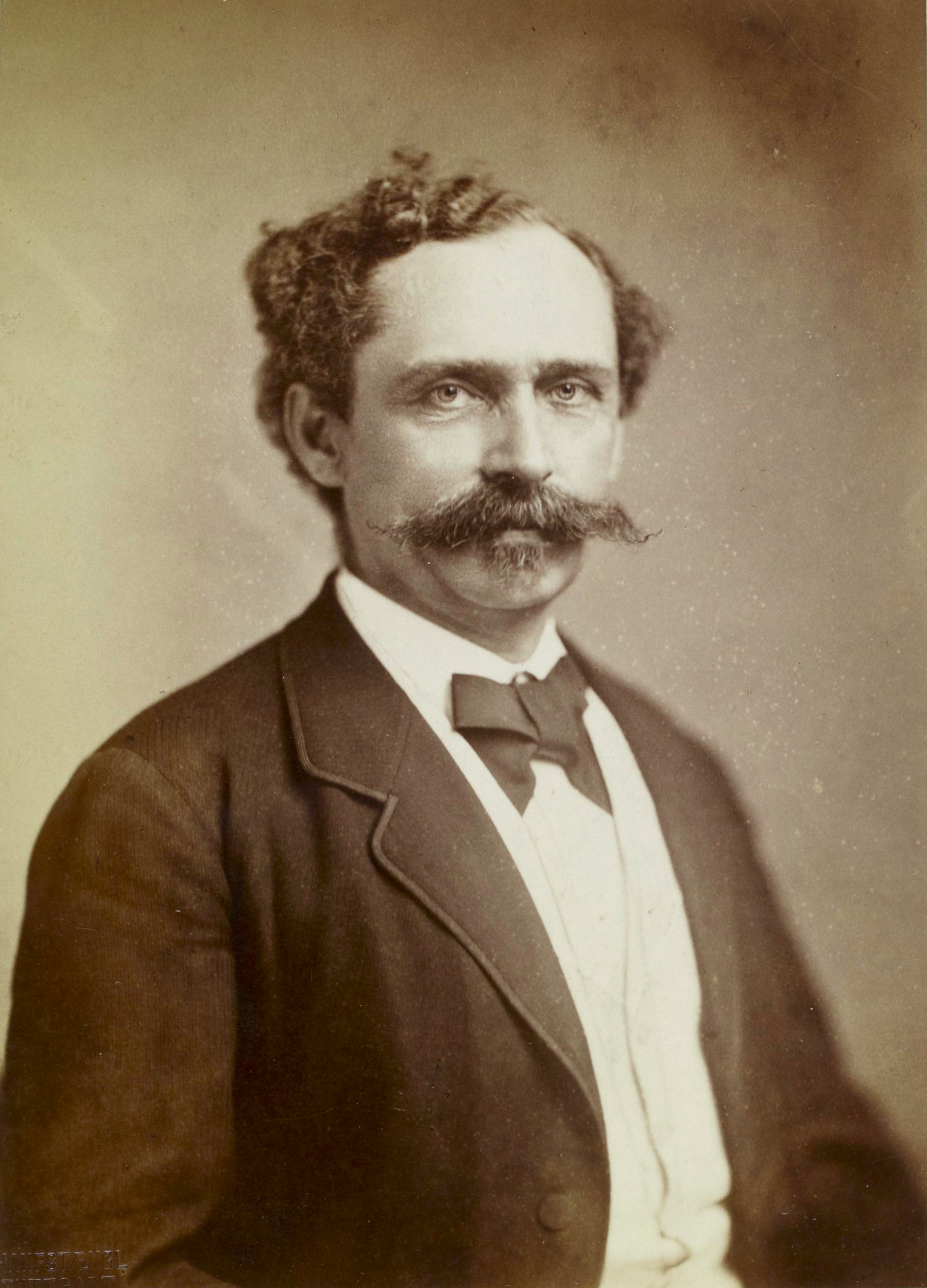
Gustav Nachtigal

Gustav  Nachtigal (ur. 23 lutego 1834 w Eichstedt (Altmark), zm. 20 kwietnia 1885) – niemiecki badacz Afryki. 
Był synem luterańskiego pastora. Studiował medycynę na uniwersytetach w Halle, Würzburgu i Greifswaldzie. Jakiś czas pracował jako chirurg wojskowy. Uznawszy europejski klimat za szkodliwy dla jego zdrowia, przeniósł się do Algieru, a potem Tunisu. Wziął udział w kilku wyprawach badawczych w głąb lądu. Król Prus powierzył mu misję dostarczenia podarunków dla sułtana Bornu, które były wyrazem wdzięczności za życzliwość wobec niemieckich badaczy. Rozpoczął swą podróż w 1869 w Trypolisie. Po dwóch latach wypełnił swą misję. W trakcie podróży przebył nieznane dotąd Europejczykom obszary środkowej Sahary. Następnie przez Wadai i Kordofan udał się do Chartumu. Swą podróż opisał w trzytomowej książce Sahara und Sudan. Swą wyprawą zyskał opinię jednego z najbardziej nieustraszonych badaczy. Gdy Francja ustanowiła swój protektorat nad Tunezją, Nachtigal został tam wysłany jako konsul generalny. Pozostał tam do 1884, kiedy to został wysłany przez Bismarcka do Afryki Zachodniej jako specjalny komisarz, pozornie dla zbadania sytuacji niemieckiego handlu, faktycznie po to by podporządkować Niemcom te tereny. W rezultacie jego działań Togoland i Kamerun zostały włączone do Imperium Niemieckiego. Zmarł w trakcie podróży powrotnej i został pochowany w Grand Bassam.